# Warrington (contea di Bucks)
Warrington  è una township degli Stati Uniti d'America, nella contea di Bucks nello Stato della Pennsylvania. Secondo il censimento del 2010 la popolazione è di 23.418 abitanti.

## Società

### Evoluzione demografica
La composizione etnica vede una maggioranza di quella bianca (94,16%), seguita dagli asiatici (2,50%) dati del 2000.
| township di Warrington Popolazione |        |
| 2000                               | 17.580 |
| 2010                               | 23.418 |